# Île Amukta
Amukta est une île petite mais élevée dans le groupe des îles des Quatre-Montagnes situé entre les îles Fox et les îles Andreanof dans les îles Aléoutiennes. Les îles les plus proches d'elle sont Yunaska et Seguam dont elle est séparée par le détroit d'Amukta. La petite île Chagulak se trouve directement au nord-est d'Amukta. L'île atteint une altitude de 1 055 mètres.